# Siméon Luce
Siméon Auguste Luce (Bretteville-sur-Ay, 29 de diciembre de 1833 - París, 14 de diciembre de 1892) fue un archivero e historiador francés.

## Biografía
Admitido en 1856 en la École Nationale des Chartes, Luce prosiguió sus estudios de Derecho en la universidad parisina hasta 1860. Con la categoría de Archivero paleógrafo, fue responsable del Archivo departemental de Deux-Sèvres y profesor de Paleografía en la École des chartes. Elegido por unanimidad miembro auxiliar en 1859, fue nombrado titular en 1882 de la Academia de Inscripciones y Lenguas Antiguas. Fue autor de numerosos artículos científicos. Desde 1866 era archivero del Archivo nacional.
Siméon Luce fue presidente de la École Nationale des Chartes, de la Sociedad de Historia de Francia y de la Sociedad de textos antiguos franceses. Bajo el Segundo Imperio francés, fue asesor del prefecto del departamento de Bocas del Ródano.
Recibió el Gran Premio Gobert en dos ocasiones; en 1870 por sus eruditas ediciones, y en 1876 por su Histoire de Du Guesclin.

## Publicaciones
- Histoire de la Jacquerie, 1859.
- Chroniques de J. Froissart, 1869-1879.
- Histoire de Bertrand Du Guesclin et de son époque, 1876.[3]
- Jeanne d'Arc à Domremy, 1886.[4]
- La France pendant la guerre de Cent ans, 1890.[5]